# Atrophaneura rhadinus
Byasa rhadinus là một loài bướm ngày thuộc họ Papilionidae. Loài này phân bố ở Trung Quốc.